# Petrus Johannes Meindaerts
Petrus Johannes Meindaerts (ur. 7 listopada 1684, zm. 31 października 1767) – duchowny holenderski, arcybiskup Utrechtu Rzymskokatolickiego Kościoła Starobiskupiego Kleru w latach 1739-1767.

## Życiorys

### Duchowny rzymskokatolicki
Petrus Meindaerts w młodości studiował w Mechelen i w Leuven. W 1716 roku został wyświęcony na księdza przez biskupa Meath, Luke’a Fagana. W okresie konfliktu kapituły utrechckiej ze Stolicą Apostolską pełnił funkcje archiprezbitera w Leeuwarden i dziekana w Friesland.

### Arcybiskup Kościoła Utrechtu
2 lipca 1739 roku jako arcybiskup elekt stanął na czele Kościoła Utrechtu. 18 października 1739 został konsekrowany na biskupa bez mandatu papieskiego czym zaciągnął na siebie ekskomunikę latae sententiae.
W 1742 roku po śmierci Dominique’a Varlet obawiając się wygaśnięcia sukcesji apostolskiej w Rzymskokatolickim Kościele Starobiskupiego Kleru konsekrował swoim sufraganem Hieronymusa de Bock, który został mianowany biskupem Haarlemu. Biskup de Bock zmarł jednak w niecałe dwa lata po objęciu diecezji Haarlemu w związku z czym arcybiskup Meindaerts konsekrował w 1745 roku jego następcą, Johannesa van Stiphouta. Obie konsekracje nie zostały uznane przez papieża i pogłębiły trwającą od 1724 roku schizmę pomiędzy Kościołem rzymskokatolickim i Kościołem Utrechtu.
W 1757 roku arcybiskup Meindaerts zdecydował się powołać trzeciego biskupa dla Kościoła Utrechtu. Nie widząc perspektyw, żeby planowana do obsadzenia przez nowego ordynariusza diecezja Leeuwarden miała jakiekolwiek szanse się rozwinąć zdecydował się utworzyć tytularny urząd biskupa Deventer, który pełnił funkcje arcybiskupiego sufragana.
Na jesieni 1757 roku doszło do elekcji biskupa Deventer. 25 stycznia 1758 roku arcybiskup Meindaerts konsekrował na to biskupstwo Bartholomaeusa Johannesa Byevelda.

### Synod w Utrechcie
W 1763 roku arcybiskup Petrus Meindaerts podjął próbę uregulowania statusu kanonicznego Kościoła Utrechtu i pojednania holenderskich duchownych z papieżem. Zwołał synod w Utrechcie, w którym wzięli udział arcybiskup Utrechtu, biskupi Deventer i Haarlemu oraz 19 księży Kościoła. Zgromadzenie to uznało dekrety soboru trydenckiego oraz uznało prymat i rzeczywistą władzę w zakresie wiary i dyscypliny Biskupa Rzymu. Ponadto synod utrechcki oświadczył, że uznaje Kościół prawosławny za schizmatycki, odrzucił pisma jansenistycznego pochodzenia oraz częściowo przyjął konstytucję papieską Unigenitus, która była kluczowym powodem konfliktu kapituły utrechckiej ze Stolicą Apostolską w pierwszej połowie XVIII wieku.
Synod, który początkowo spotkał się z życzliwym przyjęciem Klemensa XIII i otwierał drogę do zdjęcia ekskomuniki z hierarchów holenderskiego Kościoła został jednak zaatakowany ze strony dworu francuskiego, który w tym czasie prowadził kampanię przeciwko papieżowi w kwestii dalszego istnienia Towarzystwa Jezusowego. Polityka kościelna króla Francji wewnątrz Kurii Rzymskiej spowodowała, że Klemens XIII został zmuszony w 1765 roku wydać bullę Non sine acerbo potępiająca uczestników utrechckiego zgromadzenia duchownych.
Petrus Meindaerts zmarł w 1767 roku nie doprowadziwszy do zdjęcia ekskomuniki z hierarchów Kościoła Utrechtu. Po jego śmierci biskupi Deventer i Haarlemu konsekrowali w 1768 roku jego następcą Gualtherusa van Nieuwenhuisena.